# Meilwald

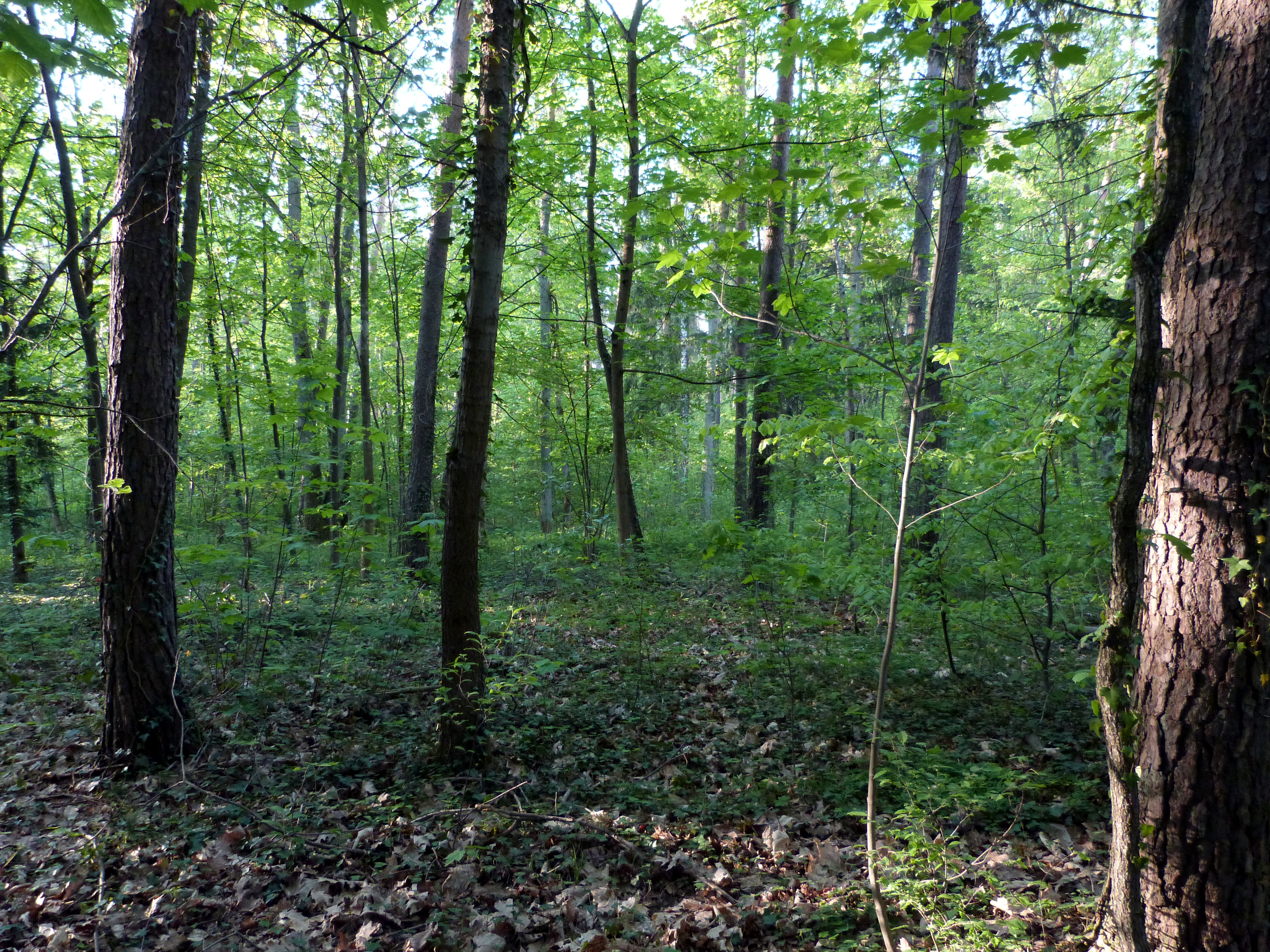
Erlanger Meilwald

Der Meilwald ist ein Waldgebiet nordöstlich von Erlangen an den Hängen des Höhenzuges des Rathsbergs. Nach ihm ist auch einer der 40 statistischen Bezirke der Stadt Erlangen benannt.
Das Gebiet am Südhang des Bergzuges, das direkt an Erlangen angrenzt, ist der Erlanger Meilwald. Das Waldgebiet am West- und Nordhang, das an Bubenreuth grenzt, wird als Bischofsmeilwald bezeichnet.
Der Meilwald ist teilweise im Eigentum der Stadt Erlangen (der sogenannte Stadtwald), aber auch im Privatbesitz. Er ist ein Landschaftsschutzgebiet und teilweise auch ein Naturschutzgebiet.

## Naherholungsgebiet
Der Meilwald ist ein beliebtes Naherholungsgebiet der angrenzenden Orte. Er wird von zahlreichen gut befestigten Wegen durchzogen, die vom zuständigen Forstamt intensiv gewartet und bei Bedarf ausgebaut werden. Neben gut markierten regionalen Wanderwegen findet man auch Reitwege, markierte Laufstrecken und eine Vielzahl weiterer Freizeitanlagen. Täglich haben unzählige Sportlerinnen und Sportler, jung und alt, Freude am Waldlauf und Nordic-Walking in frischer Luft und schöner Umgebung.

### Landschaftsschutzgebiete und Naturschutzgebiete
Der Bischofsmeilwald, der Erlanger Meilwald und die angrenzende Waldabteilung Eisgrube (am westlichen und nördlichem Hang des Burgberges, früher auch Solitude genannt) sind als Landschaftsschutzgebiete "Meilwald mit Eisgrube" und "Bischofsmeilwald" ausgewiesen. Die Inschutznahme bezweckt ihre Funktion als "grüne Lunge" für die anliegenden Orte zu gewährleisten, sowie die Schönheit, Vielfalt oder Eigenart des Landschaftsbildes und den Erholungswert für die Allgemeinheit zu erhalten. In Landschaftsschutzgebieten ist das Fahrradfahren und das Reiten nur auf den ausgewiesenen Wegen gestattet. Hunde müssen angeleint sein. Die Ruhe in der Natur darf nicht gestört werden.
Ein Teil des Bischofswaldes am Nordhang des Rathsberges ist als Naturschutzgebiet "Wildnis am Rathsberg" ausgewiesen. Hier ist sowohl das Fahrradfahren als auch das Reiten nicht gestattet.

### Freizeitanlagen
- Jugendfarm Erlangen e.V.[4] – Pädagogisch betreuter Abenteuerspielplatz mit Tierhaltung
- Meilwaldbühne[5] – in einer Lichtung mitten im Meilwald, für private oder öffentliche Veranstaltungen
- Schießanlage der HSG Erlangen[6]
- Freizeitanlage Handtuchwiese[7] – Spiel- und Bolzplatz, Fitnessparcours und dem Start von Trimm-dich-Pfad, Nordic-Walking-Strecke, Schweißtropfenbahn
- Trimm-dich-Pfad[8] (2300 m)
- Nordic-Walking-Strecke[9] über drei Distanzen (A: 5 km, B: 7,3 km, C: 11,1 km)
- Waldlauf-Strecke Schweißtropfenbahn[10] (3430 m, Kennzeichnung: grüner Kreis mit weißem Zentrum)
- Orientierungslaufstrecke[11] mit 20 Festposten (ca. 10 km), betreut durch das Förderteam OL Mittelfranken

## Geschichte
Die Bezeichnung Meilwald geht wahrscheinlich auf die beiden Meilenquadrate von 1002 zurück. Heinrich II. übertrug zu dieser Zeit dem Stift St. Haug in Würzburg einen Teil des Königsforst, östlich der Regnitz, jeweils eine Meile nördlich und südlich der Schwabach. Der Meilwald liegt im nördlichen Teil. Das erste Mal urkundlich erwähnt wurde er 1314, als der Bamberger Bischof Wulfing von Stubenberg dem neugegründeten Kloster Neunkirchen am Brand Holzrechte in den Waldungen der „Meil“ bei Erlangen verlieh. Als Kaiser Karl IV. das Dorf Erlangen 1361 vom Bamberger Bischof Lupold von Bebenburg erwarb, hatte dieser den Wald nördlich der Schwabach bewusst vom Verkauf ausgenommen. Da die Erlanger aber weiterhin Nutzungsrechte für den Eigenbedarf in dem Gehölz hatten, führte deren Ausübung bereits 1376 und 1406 zu Auseinandersetzungen mit dem Hochstift Bamberg und schließlich 1565 zur Teilung der "Meil" in zwei gleichwertige Teile. Der südliche Teil wurde Eigentum der Gemeinde Erlangen und fortan Erlanger Meilwald genannt. Der nördliche Teil blieb bei Bamberg und wurde später Bischofsmeilwald genannt. Hier hatten Bubenreuth, Rathsberg und zwei Bauernhöfe in Oberrosenbach Holzrechte, für die 1566 eine Waldordnung erlassen wurde.

### Steinbrüche
In beiden Teilen des Meilwaldes und auch am angrenzenden Burgberg sind seit dem 17. Jahrhundert zahlreiche Steinbrüche nachweisbar (so auch in der Bayerischen Uraufnahme 1808–1864). Viele Auflassungen und herumliegende Felstrümmer sind noch heute sichtbar und z. B. in der Rathsberger Wildnis als Geotop geschützt. Vermutlich wurde das Material bereits für die frühen Erlanger Kirchen und die alte, 1398 begonnene Stadtmauer genutzt. Ab 1686 vervielfachte der Bau der Erlanger Neustadt den Bedarf. Wurden 1619 fünf Steinmetzen in Erlangen genannt, arbeiten 1687 bereits 100 Personen in den Steinbrüchen. Die kontinuierliche Zunahme der Steinbauten in Erlangen führte bis ins 20. Jahrhundert zum nahezu flächendeckenden Abbau der Burgsandstein-Vorkommen. Aber auch für Straßenpflasterung wurde am unteren Teil des Rathsberg (ab 1706, nach dem großen Stadtbrand der Erlanger Altstadt) das besonders harte Feuerlettenkonglomerat gewonnen. Mit dem Vordringen von Backstein, Stahl und Beton ging die Blütezeit der Erlanger Steinbrüche zu Ende. Die letzten Steinbrüche auf dem Burgberg wurden in den 1920/30er Jahren aufgegeben.